# Герб Трубчевска
Герб города Трубче́вска — административного центра Трубчевского района Брянской области.

## Описание
В верхней половине щита герб Орловский, в нижней «в золотом поле три натурального цвета дули (груши), каковыми плодами сей город славится».

## История
Исторический герб Трубчевска был Высочайше утверждён 16 августа 1781 года императрицей Екатериной II вместе с другими гербами городов Орловского наместничества (ПСЗРИ, 1781, Закон № 15207).
Подлинное описание герба уездного города Трубчевска гласило: 
Въ золотомъ полѣ три натуральнаго цвѣта дули, каковыми плодами сей городъ славится.
В верхней части герб Орловского наместничества.
В 1862 году, в период геральдической реформы Кёне, был разработан проект нового герба Трубчевска (официально не утверждён):«Золотой щит, разделенный червленым косвенным крестом, сопровождаемый 4 червлеными грушами с зелеными листьями; в вольной части герб Орловской губернии; щит увенчан серебряной башенной короной, за щитом положены накрест золотые молотки, соединённые Александровской лентой».
В советское время исторический герб Трубчевска не использовался.
В постсоветский период решения о возрождении или восстановлении исторического герба города в качестве официального символа Трубчевска, городскими властями не принимались.
В 1994 году был выпущен сувенирный значок с изображением проекта герба Трубчевска, который имел следующий вид: 
Щит пересечённый. В верхнем червлёном поле золотая мортира, сопровождаемая по сторонам пирамидами ядер натурального цвета (герб Брянска). В нижнем пространном золотом поле три зелёные дули (небольшие груши).
Проект герба официально не утверждался.
В настоящий момент в государственном геральдическом регистре Российской Федерации герб не зарегистрирован.